# Parque nacional de Virunga
O parque nacional de Virunga (anteriormente parque nacional Albert) encontra-se desde as Montanhas Virunga, aos Montes Ruvenzori, na República Democrática do Congo, limitando o Parque Nacional dos Vulcões, no Ruanda, e o Parque Nacional dos Montes Ruvenzori, em Uganda.
Cobrindo 7.800 km² foi estabelecido em 1925 como o primeiro parque nacional da África. Foi classificado como Património Mundial pela UNESCO em 1979.